# Herbert Kirchhoff
Herbert Kirchhoff (* 5. Mai 1911 in Braunschweig; † 24. September 1988 in Malcesine, Italien) war ein deutscher Szenenbildner bei Bühne, Film und Fernsehen.

## Leben und Wirken
Kirchhoff studierte Medizin und Kunstgeschichte. Ab 1932 bildete er sich an der Berliner Kunstakademie fort. Seit 1934 arbeitete er als Szenenbildner an den Städtischen Bühnen in Frankfurt am Main und Düsseldorf sowie am Deutschen Schauspielhaus in Hamburg. Fünf Jahre darauf begann Kirchhoff ein Studium der Filmarchitektur an der Deutschen Filmakademie in Potsdam-Babelsberg. Anfang der 1940er Jahre setzte er seine Aktivitäten als Szenenbildner an deutschen Bühnen fort.

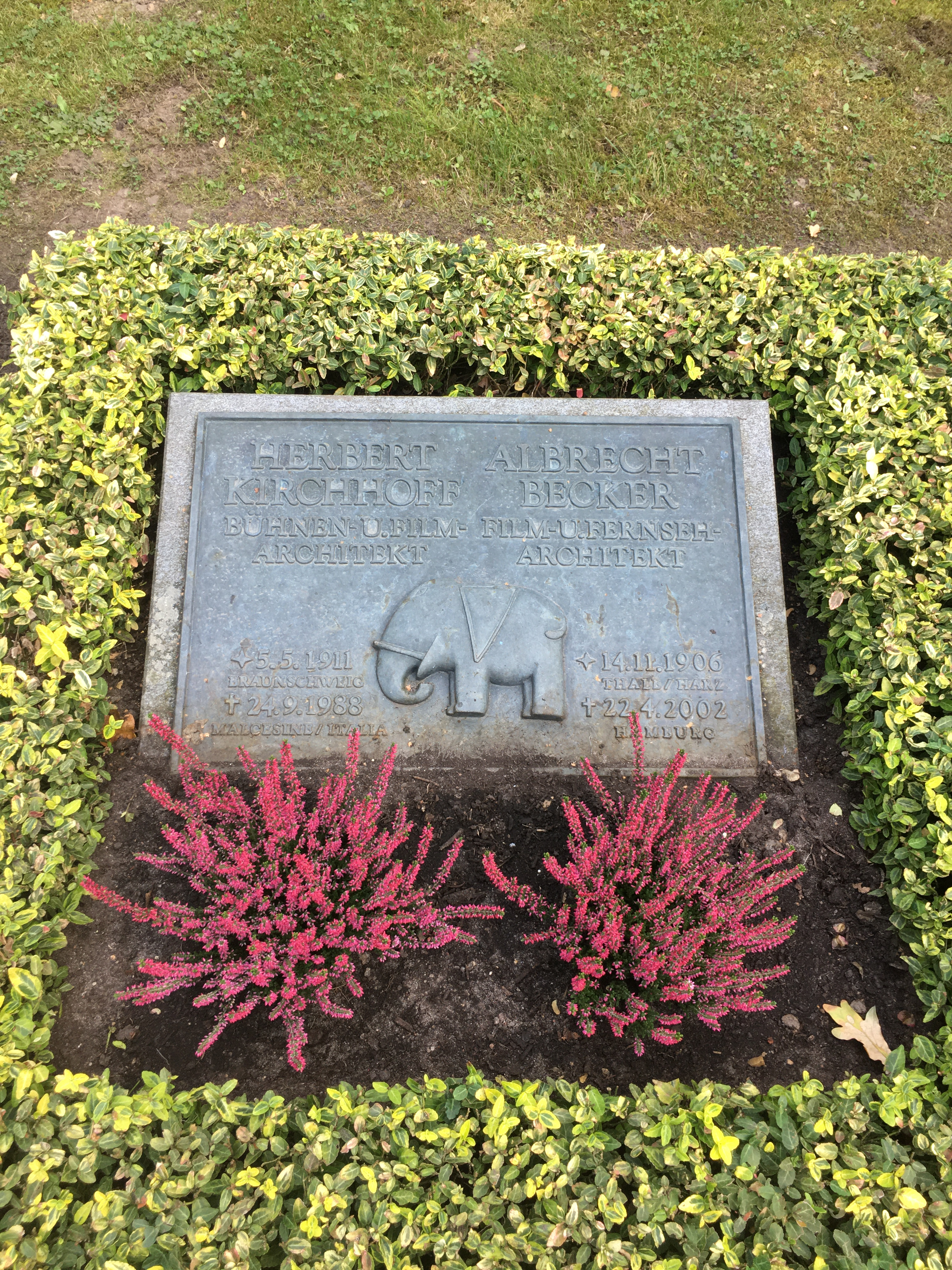
Grabstätte Albrecht Becker und Herbert Kirchhoff auf dem Friedhof Ohlsdorf

Kurz vor Ende des Zweiten Weltkriegs wurde er Filmarchitekt. Nach kurzer Unterbrechung infolge des Kriegsendes, wo er erneut Kulissen für Bühnen entwarf, holte ihn Helmut Käutner gegen Ende des Jahres 1946 zum Film zurück. Kirchhoff übersiedelte nach Hamburg, wo er fortan bevorzugt für die Real-Film der Produzenten Gyula Trebitsch und Walter Koppel tätig war. Kirchhoff gestaltete vor allem eine Reihe von Revuefilmen, aber auch mehrere realitäts- und zeitnahe Filme. Bis 1960 wurde er auch regelmäßig für Inszenierungen Käutners herangezogen. Ab 1963 konzentrierte er sich auf die Gestaltung von Fernsehproduktionen. Dort entwarf er sowohl die Designs für Opern- und Operetteninszenierungen als auch für Alltagsgeschichten und historische Dokumentarspiele.
In seiner Hamburger Zeit kehrte Kirchhoff immer wieder zur Bühne zurück und entwarf die Szenenbilder für die unter der Intendanz von Gustaf Gründgens und Rolf Liebermann (Hamburger Staatsoper) entstandenen Inszenierungen. Seinen letzten Lebensabschnitt verbrachte Herbert Kirchhoff, der sich mit 75 Jahren ins Privatleben zurückgezogen hatte, am Gardasee in Italien.
Seine letzte Ruhestätte fand Herbert Kirchhoff auf dem Hamburger Friedhof Ohlsdorf. Das Grab, in dem 2002 auch der Szenenbildner Albrecht Becker beigesetzt wurde, liegt im Planquadrat L 21 westlich der Oberstraße.

## Filmografie als Szenenbildner
bis 1963 Kinofilme, anschließend Fernsehproduktionen
- 1945: Kamerad Hedwig (unvollendet)
- 1947: In jenen Tagen; Arche Nora
- 1948: Finale
- 1949: Schicksal aus zweiter Hand; Die letzte Nacht; Hafenmelodie
- 1950: Schatten der Nacht; Gabriela; Mädchen mit Beziehungen; Die Dritte von rechts; Der Mann, der sich selber sucht
- 1951: Die verschleierte Maja; Gift im Zoo
- 1952: Die Stimme des Anderen; Toxi; Tanzende Sterne
- 1953: Das singende Hotel; Keine Angst vor großen Tieren; Blume von Hawaii
- 1954: Columbus entdeckt Krähwinkel; Tanz in der Sonne; Die Stadt ist voller Geheimnisse; Des Teufels General, Geld aus der Luft
- 1955: Ball im Savoy; Der falsche Adam; Unternehmen Schlafsack; Musik im Blut; Zwei blaue Augen; Wie werde ich Filmstar?
- 1956: Die Ehe des Dr. med. Danwitz; Der Hauptmann von Köpenick; Skandal um Dr. Vlimmen; Ein Herz kehrt heim; Zwischen Zeit und Ewigkeit
- 1957: Die Zürcher Verlobung; Monpti; Nachts im Grünen Kakadu; Endstation Liebe
- 1958: Nasser Asphalt; Herz ohne Gnade; Bühne frei für Marika; Der Mann im Strom; Der Schinderhannes
- 1959: Die Nacht vor der Premiere; Der Rest ist Schweigen; Die schöne Lügnerin; Salem; Aleikum; Frau Warrens Gewerbe
- 1960: Pension Schöller; Das Glas Wasser; Hauptmann, deine Sterne; Geliebte Hochstaplerin
- 1961: Bei Pichler stimmt die Kasse nicht; Der Lügner
- 1962: Finden Sie, daß Constanze sich richtig verhält?; Heute kündigt mir mein Mann
- 1963: Der Zinker; Heimweh nach St. Pauli; Das kleine Hofkonzert
- 1964: Ein Volksfeind; Doddy und die Musketiere; Das Gespenst von Canterville
- 1965: Madame Butterfly, Die eigenen vier Wände; Ein Tag – Bericht aus einem deutschen Konzentrationslager 1939; Viktoria und ihr Husar
- 1966: Preis der Freiheit; Das Fräulein; Schwarzer Peter; Der Kinderdieb
- 1967: Der Zauberspiegel; Septembergewitter; Der Vogelhändler
- 1968: Kaddisch nach einem Lebenden; Der Freischütz; Elektra; Fidelio
- 1969: Weh’ dem, der erbt; Zar und Zimmermann; Goldene Städte; Spaßmacher; Arabella
- 1970: Gedenktag; Keiner erbt für sich allein; Die Meistersinger von Nürnberg; Sparks in Neu-Grönland
- 1971: Wozzeck; Geschäfte mit Plückhahn; Babysitter
- 1972: Doppelspiel in Paris; Ein Agent aus der Retorte
- 1973: Alfie
- 1974: Krankensaal 6
- 1976: Kein Abend wie jeder andere; Vor Sonnenaufgang
- 1977: Ein verrücktes Paar; Das Verhör des Ernst Niekisch
- 1978: Gesche Gottfried
- 1979: Tödlicher Ausgang
- 1980: Weekend. Heufieber
- 1981: Pseudonym Hans Fallada
- 1982: Und das am 80. Geburtstag; Eine etwas sonderbare Dame; Der Garten
- 1983: Die Falle
- 1986: Mademoiselle Fifi

## Auszeichnungen
- 1957: Filmband in Gold (Beste Architektur) für Der Hauptmann von Köpenick (gemeinsam mit Albrecht Becker)
- 1961: Filmband in Gold (Beste Architektur) für Das Glas Wasser (gemeinsam mit Albrecht Becker)